# إيلي شالوحي
إيلي شالوحي ( 6 أبريل 1983-) رجل أعمال ،مخرج منتج و ممثل لبناني

## حياته ومشواره المهني
ولد في عائلة مكونة من ثلاثة أخوات ميرنا، ناريمان شارلوت، أصله من ضيعة بعشتار من الكورة شمال لبنان درس الإخراج وعمل في صغره كعارض أزياء ثم عمل في مجال إدارة الأعمال وعمل كمدير أعمال للفنان زياد برجي وقام بإخراج وانتاج أعمال له ولعدة فنانين عندما كان يمتلك شركة إنتاج ، وبعدما أقفلت الشركة تركت الإخراج ،انطلاقته في التمثيل كانت عام 2014 من خلال مسلسل (اخترب الحي)، من تأليف كارين رزق الله، وإخراج جيسيكا طحطوح، ومن إنتاج شركة مروى غروب  ثم شارك في مسلسل قلبي دق و فتح له بوابة نحو الشهرة

### إيلي الوجه الإعلاني
عام 2018 تم اختياره وجها إعلانيا لماركة Vesuvio للبدلات الرجالية.
ً

## أعماله

### في التلفزيون
| سنة الإنتاج | اسم المسلسل                       | الشخصية     |
| ----------- | --------------------------------- | ----------- |
| 2022        | والتقينا                          |             |
| 2020        | رصيف الغرباء                      | د.باسم يزبك |
| 2019        | متل الحلم                         |             |
| 2019        | الحب جنون 2 خماسية نيجاتيف        | رامي        |
| 2019        | موجة غضب                          | روي حداد    |
| 2019        | هوا أصفر                          |             |
| 2018        | العاصي- البيت الأبيض (ج2)         | عامر        |
| 2018        | أصحاب تلاتي                       |             |
| 2018        | كل الحب كل الغرام                 | دكتور باسم  |
| 2018        | البيت الأبيض                      | عامر        |
| 2018        | موت أميرة                         | طارق        |
| 2018        | حدوتة حب (ج1) خماسية طفلي المتوحد |             |
| 2017        | أول نظرة                          |             |
| 2017        | كان في كل زمان                    |             |
| 2016        | الحرام                            |             |
| 2016        | الأكابر                           | مازن        |
| 2015        | قصة حب                            |             |
| 2015        | ذات ليلة                          | ضيف شرف     |
| 2015        | قلبي دق                           | (نبيل)      |

### في السينما
| سنة الإنتاج | الفيلم        | الشخصية   |
| ----------- | ------------- | --------- |
| 2019        | حملة فرعون    | (فهد)     |
| 2017        | بالغلط        | (ضيف شرف) |
| 2016        | wall of frame | (ضيف شرف) |

### في الإخراج
| سنة الإنتاج | الفنان    | الأغنية |
| ----------- | --------- | ------- |
| 2011        | زياد برجي | يا أنا  |
| 2009        | نور       | شو صعبي |

## الجوائز والتكريمات
- لبنان:أفضل ممثل لبناني عن دوره في مسلسل رصيف الغرباء 2021[7]
- لبنان:تكريم من جمعية Duenna لمسيرته الفنية 2018
- لبنان:جائزة أفضل ممثل لبناني منAfdal 2018
- لبنان:درع تكريمي من موقع شارع الفن 2015
- لبنان:شهادة تقدير من الموريكس دور عن أدائه التمثيلي 2015